# Naivasha
Naivasha is een Keniaanse plaats gelegen in de provincie Bonde la Ufa, ten noordwesten van Nairobi. Het plaatsje ligt aan het Naivashameer, de Nairobi - Nakuru-snelweg en de Ugandaspoorweg die loopt van Oeganda naar Nakuru aan de Indische Oceaan.
Volgens een volkstelling in 1999 telde het plaatsje 14.563 inwoners. Het ligt op ongeveer 2000 meter hoogte.
De belangrijkste werkgelegenheid in de plaats is te vinden in de landbouwsector. Er wordt met name aan sierteelt gedaan.
Naivasha is eveneens een populaire bestemming voor toeristen. Trekpleisters zijn onder andere het Hell's Gate National Park, Longonot National Park, Crescent Island, Green Craterlake en de stratovulkaan Mount Longonot. Andere trekpleisters zijn de diverse dieren, zoals vogels en nijlpaarden, die zich rond het nabijgelegen Naivashameer bevinden.
In 2005 vonden de meeste onderhandelingen voor een vredesverdrag plaats in Naivasha, waarmee de Tweede Sudanese Burgeroorlog werd beëindigd.